# ひるのプレゼント
『ひるのプレゼント』は、1970年4月6日から1991年3月29日までの21年間、NHK総合で放送された生放送のバラエティ番組である。愛称は「ひるプレ」。
月曜日から金曜日までを1つのテーマで構成した。衛星放送が始まった1984年5月13日以降は衛星第1テレビジョン、1987年7月6日以降は衛星第2テレビジョンでも放送された。
大晦日には年末スペシャル『年忘れひるのプレゼント』（としわすれひるのプレゼント）を放送。当該日が通常版では放送されない土曜日や日曜日であっても放送された。
この『年忘れひるのプレゼント』では、放送間近の『NHK紅白歌合戦』の情報や「年末ジャンボ宝くじ」の抽選会の模様も放送された。

## 番組の歴史
初代司会は飯窪長彦、山川静夫で、隔週交代で担当していた。その後、生方恵一、松平定知、宮川泰夫ら当時の若手有望株のNHKアナウンサーたちが司会を務めるようになった。
テーマ曲は宮川泰が担当（CD『懐かしのNHKテレビ主題曲集』に収録されている。一時期シンセサイザーを使ったデジタル風の曲を用いていたが、不評であったため元に戻した）。松原敏春、喰始らが構成を、滝大作が演出を担当。
番組タイトルの略称は「ひるプレ」で、山川が何のことなしに口走ったもの。この略称は、最初批判を浴び、当時の放送総局長も「みだりに番組名を省略するな」と現場に伝えた。
しかし「ひるプレ」の略称は愛称へと変わり、開始当時の批判もぴたりとやんだ。

## 主な演出方法
番組予算は当時としては破格の安値であったため、スタッフ、司会者は知恵を絞った。その結果「ミクロとマクロ」の使い分けで乗り切ることになった。
1971年12月6日 - 10日の「長谷川一夫の5日間」では出演者·セットを豪華にし、ミクロではコント55号の2人がござを引いてラーメンをすすってコントで25分持たす趣向なども多用した。
また、出演者をからかうことがあり、西城秀樹、武田鉄矢、松平らが画面上では横に並んでいるがカメラが引くと武田、松平が台に乗っているなどの演出も視聴者を楽しませた。
演出ではないが、ある日「年末特別編成」のため、直前の『NHKニュース』が5分短縮され、放送開始が繰り上がったことに気づかず、番組開始前の状況（実際にはピンボケの椅子のみ）であったことがある。
通常の番組開始時刻になると「本日は年末のために特別に番組開始前から放映している」旨とアナウンサーが説明し、その場を取り繕っていた。

## 特筆すべき特集週

### 「初春歌い初め、ひばり節!」
1981年1月5日 - 9日には「初春歌い初め、ひばり節!」が生放送され、美空ひばりが5日間で39曲を熱唱した。
しかし、当時のNHKでは放送用ビデオテープ（2インチVTR）による生番組の収録・保存は『NHK紅白歌合戦』『レッツゴーヤング』などの一部の番組を除いて行われなかった。当番組は放送時間が短いことなどから収録・保存の対象外とされ、現存していないものと考えられていた（#番組の現存状況を参照）。
ところが、2006年に一般視聴者が収録・保存していた家庭用ビデオテープを発掘。NHKアーカイブスでの修復作業を経て同年6月17日の19時30分 - 23時に、BS2の追悼特番の中で25年ぶりに抜粋放送された。
放送後、視聴者から全編放映を望む声があったため2007年6月24日の13時 - 18時に、BS2で放送された追悼特番の中で全編放送された。
この全編放送の際には、当時司会を担当していた生方恵一（元NHKアナウンサー）がゲストに招かれ、ひばりとの思い出について語っていた。
さらに、放送当時の台本が公開された。発掘されたビデオテープの保存状態は再生がほとんどされていなかったことが幸いしてか比較的良好で、映像の乱れがほとんどない。
ひばりの衣装は、1・2・4日目が着物、3・5日目はドレスであった。一方、生方の衣装は、1・2日目が着物、3 - 5日目はタキシードであった。

### 「春一番キャンディーズ」
1978年3月27日 - 31日には、解散コンサートを間近に控えたキャンディーズがNHK番組最後の出演として連日登場し、歌を披露した（共演者は森田公一やピンク・レディーなど）。
このときの映像はNHKアーカイブスに保存されており、一部シーンは2015年に発売されたDVD‐BOX『キャンディーズ メモリーズ FOR FREEDOM』に収録されている。
放送ライブラリーでは、1978年3月27日放送分が公開。

## 番組の現存状況
前述のとおり、1970年代までは放送用ビデオテープが機器・テープとも高価で編集が煩雑であったうえ、著作権法の規定などで番組の資料保存が安易に行えず、放送終了後は上書き消去されて使い回された事情などから、NHKアーカイブスが公式で保存されている最古のテープは1973年の1本であり、それ以降も1970年代の回は数本と保存率が低い。
NHKでは、特に1970年代に放送された録画テープ（制作関係者や一般視聴者らへのビデオテープ提供の呼びかけなど）を探している。なお、現存する最古の映像は、2014年11月7日に初代司会者の山川静夫から提供された1970年4月8日（「落語入門」。第1週3日目）である。
その後、視聴者から1978年9月4日 - 8日（「小沢昭一 ハーモニカ人生」）、日本大学芸術学部放送学科からは最終回の1991年3月29日、生方恵一から1979年5月21日 - 25日、1980年10月20日 - 24日の「結婚専科」、1980年1月4日、1982年12月31日など、澤田隆治から1983年放送「コントにコント」「上方繁盛寄席」「名古屋で笑おう」「クイズ落語百科」「お笑い脱線一座」、古賀政男音楽文化振興財団から1972年11月17日（「涙と歌謡曲」）など約50本、ミヤコ蝶々の遺族から1974年2月7日（「作家登場」。4日目）、佐良直美から1970年10月（「直美と遊ぼう」）が提供された。

## 歴代司会者
- 飯窪長彦
- 山川静夫
- 生方恵一
- 中西龍
- 松平定知
- 千田正穂
- 吉川精一
- 古屋和雄
- 葛西聖司
- 宮川泰夫
- 宮本隆治
- 榊寿之
- 吉田広
- 伊丹賢太郎